# New Brighton (Merseyside)
New Brighton is een Engelse badplaats en maakt deel uit van de grotere plaats Wallasey in het district Wirral. Tijdens de Britse volkstelling in 2001 had de plaats 14.450 inwoners. In het centrum van de plaats ligt het uit 1888 stammende station New Brighton.
Aan de kust, bij de monding van de Mersey ligt Fort Perch Rock. Het fort werd in 1826 gebouwd ter verdediging van Liverpool en Birkenhead. Het fort ligt bij eb droog, maar bij vloed geeft een brug toegang tot het fort. De muren van het fort zijn tussen de zeven en tien meter hoog en er zijn ronde hoektorens. De bewapening bestond uit achttien kanonnen die de hoofdingang voor de scheepvaart naar de Mersey dekte. De schepen passeerden op minder dan een kilometer van de kanonnen en het fort raakte bekend als het "Kleine Gibraltar van de Mersey". Het fort werd in 1956 door het Ministerie van Oorlog buiten gebruik gesteld. Het werd verkocht aan de familie Darroch, die het fort altijd nog in eigendom heeft. Het is in gebruik als museum.
Naast het fort staat een vuurtoren, New Brighton Lighthouse en ook wel bekend als de Perch Rock Lighthouse. De vuurtoren heeft geen maritieme functie meer. Samen met het fort zijn het bekende bezienswaardigheden van Wirral.

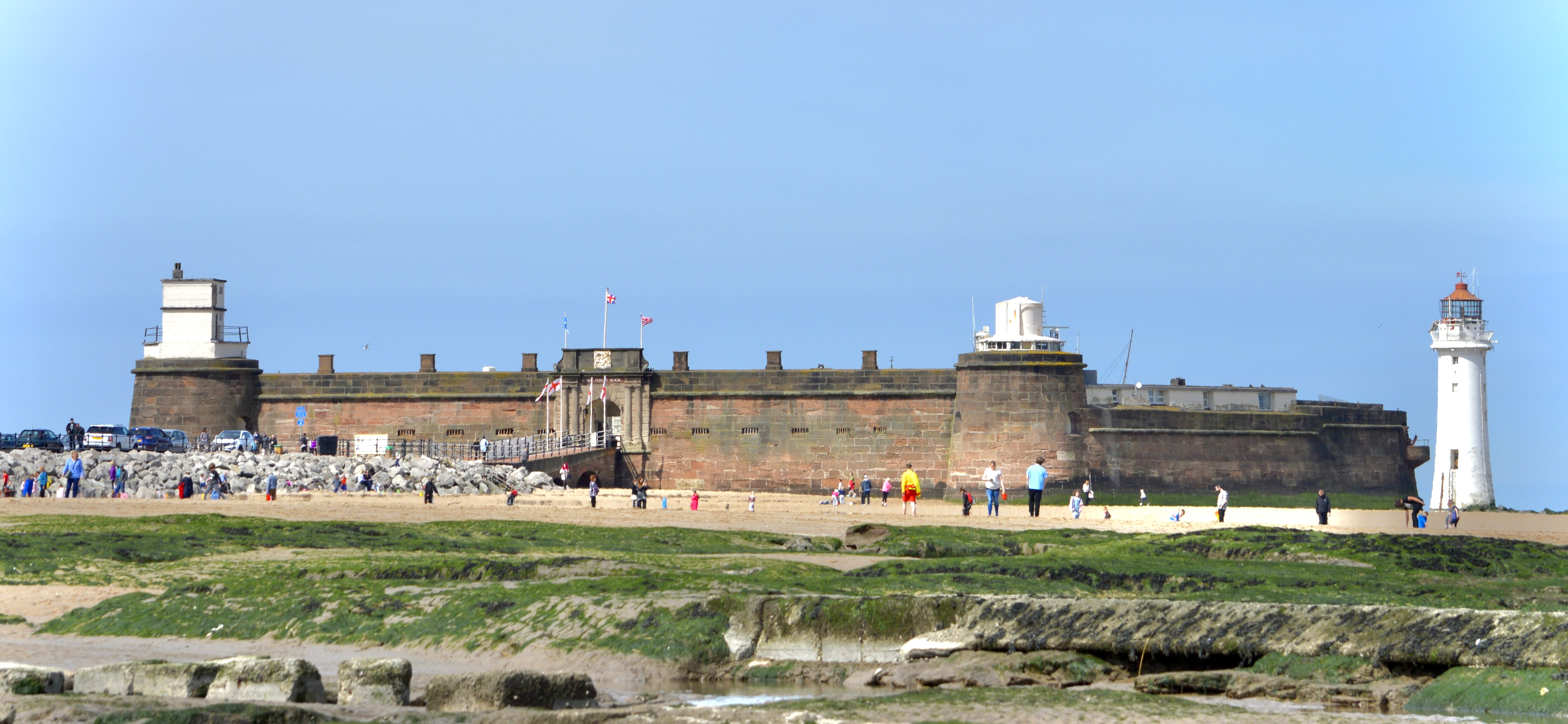
Fort Perch Rock en vuurtoren
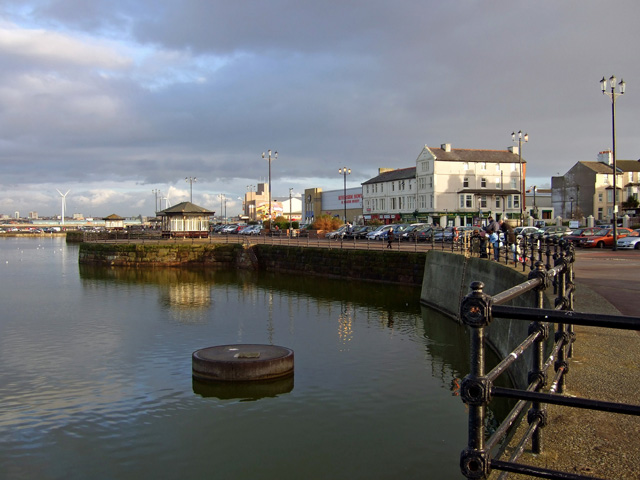
New Brighton